# Căn cứ Dĩ An
Căn cứ Dĩ An (còn gọi là Sân bay Lục quân Dĩ An hoặc Căn cứ Sóng Thần) là căn cứ cũ của Quân đội Mỹ và Thủy quân lục chiến Việt Nam Cộng hòa tọa lạc tại quận Dĩ An, tỉnh Biên Hòa, Việt Nam Cộng hòa.

## Lịch sử

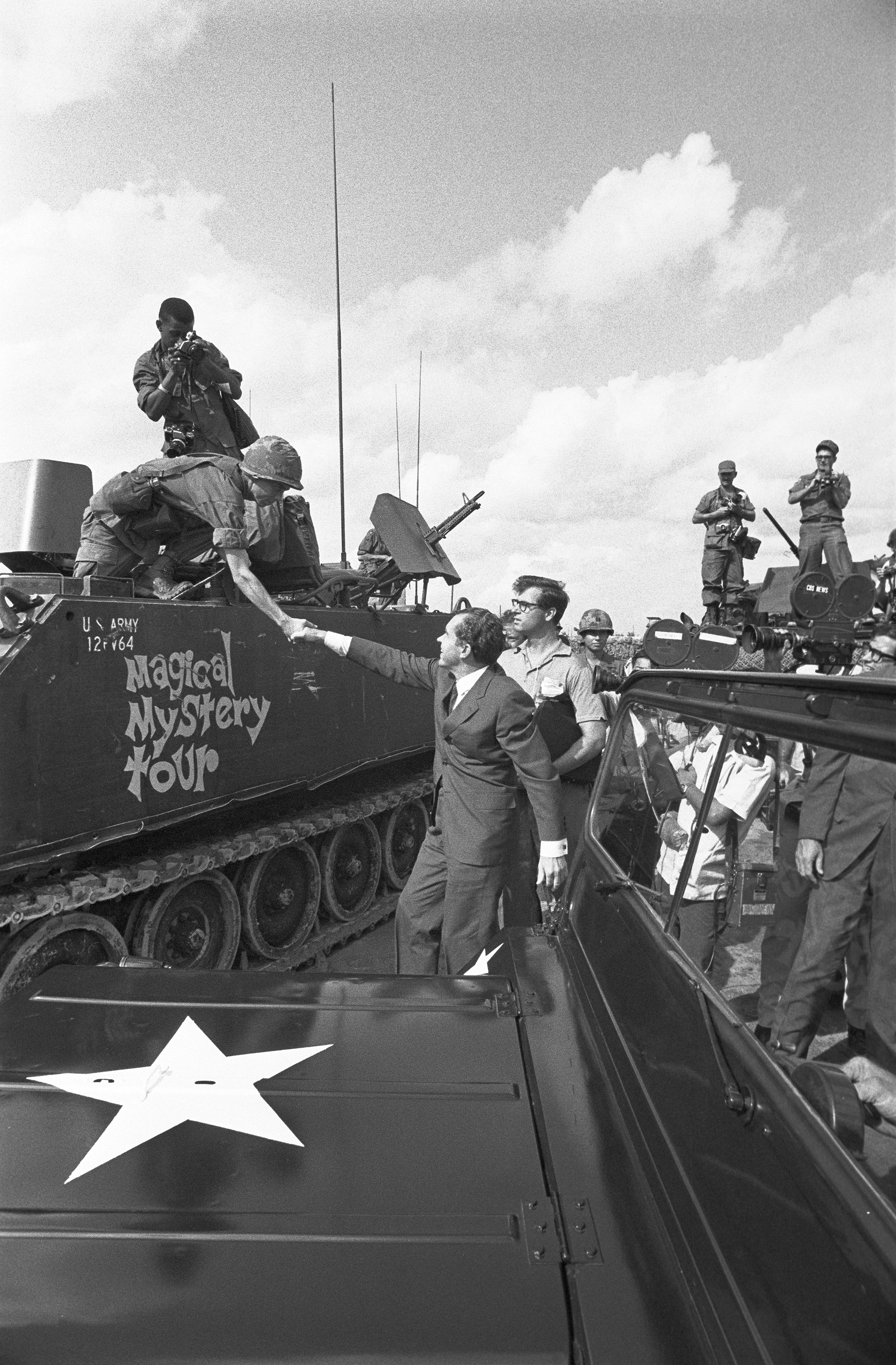
Tổng thống Richard Nixon bắt tay chào đón quân đội Mỹ, ngày 30 tháng 7 năm 1969.

Căn cứ Dĩ An được thành lập tại quận Dĩ An, cách căn cứ không quân Tân Sơn Nhứt 13 km về phía đông bắc và cách Biên Hòa 12 km về phía tây nam.
Sư đoàn 1 Bộ binh từng thiết lập sở chỉ huy tại Dĩ An từ tháng 2 năm 1966 đến tháng 9 năm 1967 và từ tháng 11 năm 1969 đến tháng 4 năm 1970.
Các đơn vị khác đóng quân tại Dĩ An gồm có:
- Tiểu đoàn 1, Trung đoàn 7 Pháo binh (1967–Tháng 4 năm 1970)[2]:98
- Liên đoàn 12 Không quân gồm:
  - Phi đoàn 7, Trung đoàn 1 Kỵ binh (Tháng 2–Tháng 6 năm 1968)[2]:125
  - Phi đoàn 3, Trung đoàn 17 Kỵ binh (Tháng 10 năm 1967–Tháng 4 năm 1972)[2]:133
- Trung đoàn 11 Thiết kỵ (Tháng 7 năm 1970–Tháng 3 năm 1971)[2]:130
- Phi đoàn 1, Trung đoàn 9 Kỵ binh[3]
  - Biệt đội Tổng bộ
  - Biệt đội Alpha
  - Biệt đội Charlie

Sân bay này có khả năng tiếp nhận loại máy bay C-7 Caribou và C-123.
Trường cố vấn thuộc Đội Cố vấn Lưu động hoạt động tại căn cứ này từ năm 1969 đến tháng 9 năm 1971.
Ngày 30 tháng 7 năm 1969, Tổng thống Hoa Kỳ Richard Nixon từng đến thăm và giao lưu với quân nhân Mỹ tại căn cứ này trong chuyến công du Việt Nam Cộng hòa duy nhất của ông.
Ngày 13 tháng 10 năm 1971, đặc công Quân Giải phóng đã phá hủy hai chiếc trực thăng Mỹ tại đây.
Ngày 8 tháng 9 năm 1972, Thủy quân lục chiến Việt Nam Cộng hòa cho lập một trung tâm huấn luyện, trường bắn, bệnh viện, trạm tuyển quân và căn cứ LVT trên một phần của khu căn cứ cũ và đặt tên là Trại Sóng Thần.

## Hiện tại
Căn cứ này hiện nay vẫn được Quân đội Nhân dân Việt Nam sử dụng.